# Maktens barn
Maktens barn (engelska: Ascendancy) är en brittisk dramafilm från 1983 i regi av Edward Bennett.

## Utmärkelser
Filmen vann Guldbjörnen för bästa film 1983.

## Roller (urval)
- Julie Covington – Connie Wintour
- Ian Charleson – löjtnant Ryder
- John Phillips – Wintour
- Susan Engel – sköterskan
- Philip Locke – doktor Strickland
- Kieran Montague – doktor Kelson
- Rynagh O'Grady – Rose
- Philomena McDonagh – Mary
- Michael McKnight – Vesey
- Jeremy Sinden – Darcy
- Walter McMonagle – Dawson
- Shay Gorman – Keir
- Wolf Kahler – Muller
- Michael Cochrane – officeren